# جوهماتی التونن
جوهماتی التونن (انگلیسی: Juhamatti Aaltonen؛ زادهٔ ۴ ژوئن ۱۹۸۵) بازیکن هاکی روی یخ اهل فنلاند است.